# Gaspereau River
Der Gaspereau River ist ein Zufluss der Bay of Fundy in der kanadischen Provinz Nova Scotia.

## Flusslauf
Der Gaspereau River entsteht am Nordwestufer des Gaspereau Lake im Höhenzug des South Mountain im zentralen Süden der Nova-Scotia-Halbinsel. Der Gaspereau Lake ist abflussreguliert. Er besitzt einen weiteren (künstlichen) Abfluss am Nordostufer, über welchen Wasser vom See zur Stromerzeugung abgezweigt wird.
Der Gaspereau River fließt in überwiegend ostnordöstlicher Richtung. Er wird zum White Rock Pond aufgestaut, in welchen auch das vom Gaspereau Lake umgeleitete Wasser fließt. Ein Wasserkraftwerk liegt unterhalb des kleinen Stausees. Kurz vor der Mündung überquert der Nova Scotia Highway 1 bzw. der Nova Scotia Highway 101 den Fluss.
Der Gaspereau River mündet schließlich 10 km nordwestlich von Hantsport in das Minas-Becken, einer Nebenbucht der Bay of Fundy, – südwestlich der Mündungsbucht des Avon River und nordöstlich der Mündung des Cornwallis River. Auf den unteren 6,5 km des Flusslaufs machen sich die Gezeiten bemerkbar.
Am Flussufer des Gaspereau River in der Nähe von Wolfville befindet sich das 14 ha große Weinanbaugebiet Gaspereau Vineyards.

## Flussfauna
Der Gaspereau River wurde nach der früheren Bezeichnung der Heringsart Alosa pseudoharengus (alewife) benannt. Dieser Wanderfisch kommt im Fluss vor. Weitere Fischarten im Gaspereau River sind: der Arktische Stint, der Atlantische Lachs, der Atlantik-Tomcod, der Atlantische Stör und die Wolfsbarschart Morone saxatilis. Die Lachspopulation im Gaspereau River gilt als bestandsgefährdet.

## Freizeitmöglichkeiten
Auf dem Fluss wird als Freizeitaktivität Tubing angeboten.